# سیارک ۱۸۶۷۵
سیارک ۱۸۶۷۵ (به انگلیسی: 18675 Amiamini، نامگذاری:1998FJ70) هجده هزار و ششصد و هفتاد و پنجمین سیارک کشف شده‌است که در ۲۰ مارس ۱۹۹۸ کشف شد.
قدر مطلق سیارک برابر ۲۰.۴ است.